# Araguaína
Araguaína es una ciudad brasilera en el norte del estado de Tocantins.
Se localiza a una latitud 7° 11′ 28″ sur y a una longitud 48º12'26" oeste.
Su población en 2011 era de 153.350 habitantes, según el IBGE.

## Historia
Fueron los silvicultores de la tribu de los Carajás los primitivos habitantes de la vasta región de ricas tierras y exuberante vegetación comprendida entre los ríos Andorinhas y Lontras, afluentes de la margen derecha del caudaloso río Araguaia. Esa extensa área constituiría más tarde la mayor parte del actual municipio de Araguaína. Los remanentes de los Indios Carajás que aun habitan las márgenes del río Araguaia, es una pequeña reserva bajo la orientación de la Fundación Nacional del Índio - FUNAI.
El inicio del talado de los bosques en el área del municipio ocurrió a partir del año 1876, con la llegada de Juán Batista de la Silva y su familia, procedentes de Paranaguá, estado del Piauí. La familia se estableció sobre la margen derecha del río Lontra, en un lugar que lo denominaron "líbranos Dios", nombre que expresaba el temor permanente del ataque de los indios y animales salvajes que habitaban la primitiva región. El primer descubridor de la región trajo en su compañía a su esposa, Rosalina de Jesús Batista y sus hijos del primer matrimonio y de su segundo casamiento vinieron 10 hijos entre los cuales, Tomás Batista, en aquella época de nueve años de edad, al cual muchos atribuyen, erróneamente, la fundación del municipio. Pocos meses después de la llegada de la primera familia, en el mismo año, otras comenzaron a llegar y fueron radicándose en el mismo lugar formando un poblado al cual denominaron "Lontra", por localizarse en el margen del río del mismo nombre.
Los primeros colonizadores se dedicaron inicialmente al cultivo de cereales para su subsistencia que llevaban para vender en el poblado del Coco (actual Babaçulândia), y con objetivos más lucrativos, iniciaron la implantación de la cultura del café, como actividad predominante. Esa cultura fue abandonada posteriormente por dificultades de producción, a causa de la ausencia total de vías terrestres para su transporte, aunque hubiese caminos de tierra de tropa.
El poblado Lontra perteneció inicialmente al municipio de San Vicente del Araguaia, actual Araguatins; años más tarde, el poblado Lontra pasó a pertenecer al municipio de Boa Vista del Tocantins, hoy Tocantinópolis. En razón del aislamiento impuesto por la ausencia de calles, condiciones geográficas e insalubridad del clima, el poblado pasó por un largo período de estancamiento, que durou hasta el año de 1925, cuando llegaron las familias de Manuel Barreiro, Juán Brito, Guilhermino Leal y José Lira y Juán Batista Carneiro.
Las familias recién llegadas inyectaron un nuevo entusiasmo a los antiguos pobladores. Bajo el liderazgo de esas familias fue erigido en el poblado, en el mismo año, el primer templo católico dedicado al Sagrado Corazón de Jesús. La primera profesora nombrada para el poblado, fue Josefa Dias de la Silva. En 1936 llega el primer destacamento policial cuyo primer delegado-comandante fue Paulino Pereira.
Con la creación del municipio de Filadélfia, por la Ley Estatal n.º 154 del 8 de octubre de 1948, cuyo instamento ocurrió en 1 de enero de 1949, el poblado Lontra pasó a integrarlo. En el mismo año su denominación fue mudada para Poblado Araguaína, nombre cuya etnología proviene de araguaia, en homenaje al río Araguaia, que serviría posteriormente de límite entre el municipio de Araguaína y el municipio de Concepción del Araguaia, estado del Pará.
Por la Ley Municipal nº 86 del 30 de septiembre de 1953, el poblado Araguaína fue transformado en distrito con su denominación y su instalación ocurrió el 1 de enero de 1954. El 5 de mayo de 1957 fue creada la Parroquia de Araguaína siendo designado el Padre Pacífico Mecozzi.
Por la necesidad natural de un mayor desarrollo de la región, se inicia el proceso que culminaría con la creación del municipio de Araguaína. La Ley Municipal n.º 52 del 20 de julio de 1958, autorizó el desmembramiento del distrito de Araguaína, fijándole los límites.
Finalmente el 14 de noviembre de 1958, por la Ley Estatal n.º 2.125, fue creado el Municipio de Araguaína, habiendo sido instalado oficialmente en 1 de enero de 1959. Fue nombrado como primer alcalde Casimiro Ferreira Soares, que fue exonerado el 3 de octubre de 1960, siendo substituido por Henrique Ferreira de Oliveira. Mientras que en la misma fecha fueron realizadas las primeras elecciones municipales, siendo elegido como alcalde Anatólio Dias Carneiro y para teniente de alcalde a Raimundo Falcão Coelho.
El auténtico desarrollo económico y social del municipio comenzó en realidad a partir de 1960, con la construcción de la carretera Belém-Brasilia, la cual hizo que la ciudad creciese exorbitantemente en relación con las demás ciudades próximas que eran mayores y más antiguas que ella. En el período de 1960 a 1975, Araguaína alcanzó un estado de desarrollo sin precedentes en la historia del estado de Goiás, siendo que en 1965 fue creada la industria de la Región norte a CIMBA-Compañía Industrial y Mercantil de la Cuenca Amazónica y en 1967 el primer frigorífico de Araguaína de propiedad del Grupo Boa Sorte y que hasta hoy es uno de los mayores con capacidad de procesar 900 cabezas por día. La repercusión de ese desarrollo traspasó las fronteras del estado y del país, despertando interés hasta en el exterior. Sobre el fenómeno escribió el sociólogo americano Thomas G. Sanders, en un estudio publicado en la revista Fieldstaff Reports, vol XV, n.º 2, editada por la Americam Universities Field Staff.
Araguaína era la cuarta ciudad más grande del estado de Goiás, de 1980 a 1986, perdiendo solamente por Luziânia, Anápolis y Goiânia. Con la creación del estado de Tocantins en 1989, Araguaína se tornó la ciudad más grande del estado y presunto capital del estado que estaba naciendo, no fue escogida debido a factores geográficos, sociales y políticos, pero obtuvo el título de Capital Económica del Estado, siendo actualmente la principal fuerza económica del estado.

## Medios de comunicación
Araguaína cuenta hoy con nueve canales de TV: TV Río Formoso(Globo)canal 11, TV Araguaína(SBT)canal 07, TV Girassol(Band)canal 06, Red Sat Tocantins(TV Brasil)canal 13, CNT canal 09, TV Jovem Araguaína(Red Record)canal 02, TV Líder(Red TV)canal 20, Canção Nueva canal 32, Red vida canal 15 y MTV Brasil canal 26. Y cuenta con seis rádios FM (Araguaia FM, Tocantins FM, Ciudad FM, Tierra FM y Planeta FM) y una radio AM(Anhanguera AM).

## Transporte
La localización geográfica de Araguaína posibilitó su integración con todas las regiones del país para circulación de personas y mercaderías a través de transporte aéreo y terrestre, contando con calles federales, estatales y municipales.
Con referencia a vía aérea, la ciudad dispone del Aeropuerto de Araguaína con capacidad para aterrizaje y despegue de aeronaves de gran porte.

## Educación
Araguaína es referencia regional en educación. Además de la educación básica y capacitación profesional, la ciudad cuenta con tres universidades (Universidad Federal del Tocantins, Itpac y Católica) que ofrecen diversos cursos. Se destacan los cursos de Medicina Veterinaria y Zootecnia (mantenidos por la UFT), Derecho (mantenido por la Facultad Católica Don Orione e Itpac), Administración(mantenido por la Facultad Católica Don Orione e Itpac) y Medicina (mantenido por el Itpac).